# Tipula (Lunatipula) tibonella
Tipula (Lunatipula) tibonella is een tweevleugelige uit de familie langpootmuggen (Tipulidae). De soort komt voor in het Palearctisch gebied.